# Fairlight (East Sussex)
Fairlight ist ein südenglisches Dorf im Rother District in der Grafschaft East Sussex und liegt etwa 5 Kilometer östlich von Hastings.
Fairlight ist auch der Name der Gemeinde (Civil Parish), die aus den Dörfern Fairlight und Fairlight Cove gebildet wird. Die Gemeinde hatte im Jahr 2011 1.670 Einwohner.
Zwischen Hastings und Fairlight erstreckt sich der Hastings Country Park, der bei Fairlight Glen das Meer erreicht.
Die Kirche von Fairlight, St. Andrew’s, wurde im Jahr 1845 erbaut und hat einen hohen, weithin sichtbaren Turm mit einem Drehleuchtfeuer.